# Quintana de la Serena
Quintana de la Serena település Spanyolországban, Badajoz tartományban. Quintana de la Serena Castuera, Malpartida de la Serena, Zalamea de la Serena, Valle de la Serena, Don Benito, La Haba és Campanario községekkel határos. Lakosainak száma 4455 fő (2024).

## Népesség
A település népessége az utóbbi években az alábbiak szerint változott:
| Lakosok száma | 5171 | 5223 | 5161 | 5069 | 5011 | 4894 | 4762 | 4597 | 4576 | 4455 |
|               | 2001 | 2004 | 2006 | 2009 | 2011 | 2014 | 2016 | 2019 | 2021 | 2024 |